# L'Intransigeant
L'Intransigeant (parfois nommé par son diminutif L'Intran) est un quotidien français, qui a paru à Paris de 1880 à 1948.

## Histoire

### XIXesiècle

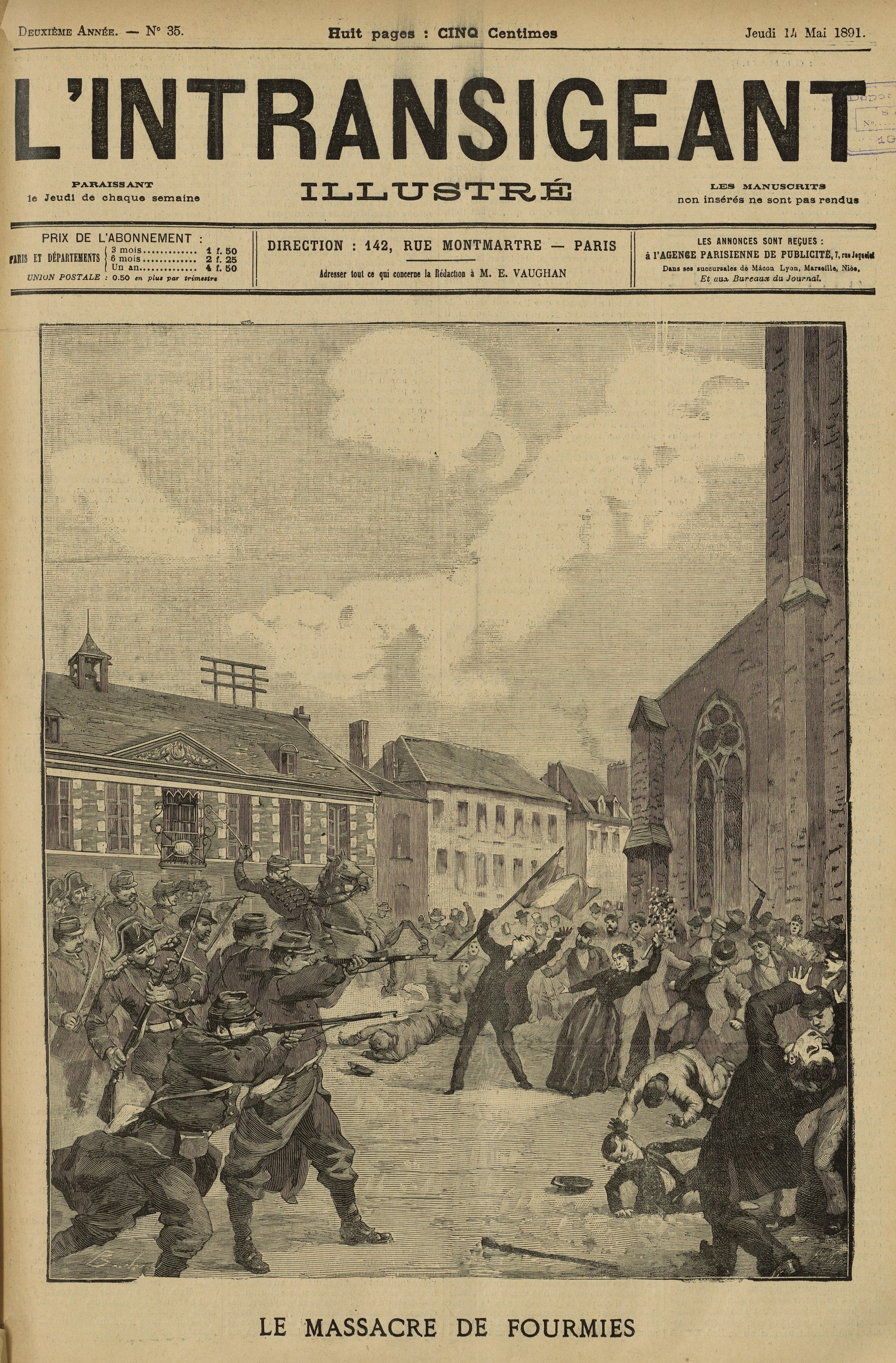
L’Intransigeant illustré, supplément du samedi, titrant sur le « massacre de Fourmies » du 1 mai 1891.

L'Intransigeant est fondé en juillet 1880 par Eugène Mayer, directeur de La Lanterne, pour le polémiste Henri Rochefort, qui en devient le premier rédacteur en chef.
Ce nouveau journal, situé à l'extrême gauche, « incarne l’esprit de la Commune de Paris après l’amnistie, proclamant la solidarité qui doit unir les anciens proscrits » ; il rencontre un succès populaire. Il est tiré à environ 70 000 exemplaires à sa création en 1880 et totalise 4 pages vendues 5 centimes[réf. nécessaire]. Il soutient les candidatures socialistes aux élections, en particulier celles du Comité révolutionnaire central de tendance blanquiste.
Rallié au boulangisme dès 1888, il évolue rapidement vers des prises de position toujours plus anti-opportunistes. Cependant, avec l'accumulation des échecs début 1890, il indique le 11 mai que le boulangisme est « mort ». Le journal continue ensuite son basculement à la droite et vers le nationalisme. En 1898, il participe au concert de la presse antisémite hostile à Dreyfus.

### Le premier quotidien du soir de droite
Léon Bailby, nommé par Rochefort rédacteur en chef en octobre 1905, en prend la direction à partir de novembre 1907 et le baptise L'Intransigeant et « le Journal de Paris » (jusqu'en juin 1916, puis en sous-titre) : toujours vendu 5 centimes, il se veut, dans les années 1920, le plus grand quotidien du soir d'opinion de droite, avec un tirage de l'ordre de 400 000 exemplaires, et une pagination qui progresse de 2 pages (durant la guerre) à 8 pages. Photographies et dessins apparaissent en une.

### La création deMatch-L'IntranetPour vous-L'Intran
Le journal passe en 1926 à la création de Match-L'Intran. C'est un hebdomadaire sportif reconnu pour son « inventivité » et sa « créativité », mais au sein duquel « le montage photographique rejoint presque la peinture à force d'être retouché ». Il couvre tous les grands événements, de Roland-Garros aux Jeux olympiques, en passant par le Tour de France.
En 1928 est lancé un magazine spécialisé dans le cinéma Pour Vous L'Intran, dont la direction est confiée au romancier Alexandre Arnoux, critique cinéma à L'Intransigeant. La rédaction inclut aussi le journaliste et auteur de nombreux romans policiers Louis Latzarus, qui utilise les pseudonymes René Bures, Gallus ou Gallen, et Albert Savarus, et sera élu dans les années 1930, secrétaire général de l'Association des journalistes professionnels. Sur la couverture, L'Intran barre obliquement les deux mots Pour vous. Il est imprimé en rotogravure.

### L'interview d'Adolf Hitler

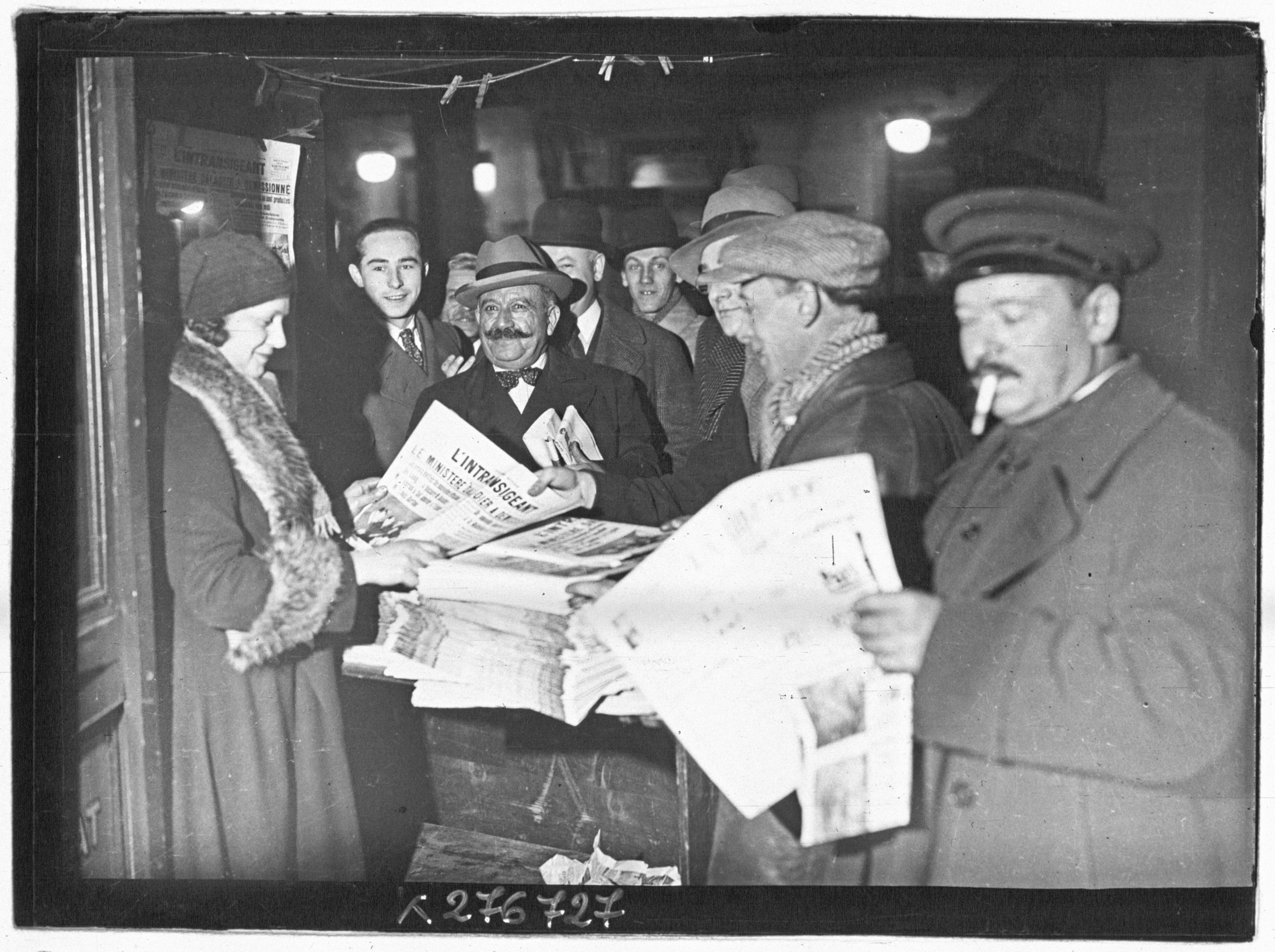
L'Intransigeant, titrant le ministère Daladier a démissionné, en vente à Paris le 8 février 1934 après la crise du 6 février 1934.

En 1930, le quotidien atteint l'épaisseur de dix pages, vendues 25 centimes. En décembre 1932, Bailby, en homme de droite, démissionne pour raisons politiques, et le journal passe dans le giron du groupe Louis-Dreyfus, prenant une orientation plus centriste, mais sa situation financière s’aggrave, son tirage n'atteignant plus que 130 000 exemplaires à la fin des années 1930.
En septembre 1934, L'Intransigeant publie une interview d’Adolf Hitler, dans laquelle celui-ci réaffirme ses intentions pacifistes et s'exprime sur les questions relatives à la SDN, à la Sarre et au rapprochement franco-soviétique pour faire face à l'Allemagne. Bien que l'interview porte la signature d'un « envoyé spécial », le journal socialiste Le Populaire révèle qu'il s'agit d'un pseudonyme et que l'interview est en vérité « montée de toutes pièces par le ministère des Affaires étrangères allemand ». La direction du journal passe à Jean Fabry à partir de décembre 1936.

### La cession deMatch l'Intran
En 1938, l'industriel Jean Prouvost rachète le supplément sportif de l'Intransigeant, fondé en 1927 et nommé Match l'Intran, pour créer Match qui, relancé en 1949, devient Paris-Match.
Jean Prouvost fait de Paul Gordeaux l'envoyé spécial a Londres de Paris-Soir et de Match l'intran.
Paul Gordeaux propose à Jean Prouvost d'en faire un Life français : le 5 octobre 1939, cinquième semaine de Guerre, le Match de la guerre était né. Un hebdomadaire d'actualités en photos à peine légendées, qui tire à plus d'un million d'exemplaires pendant huit mois, s'arrêtant le 30 mai 1940.
Devenu Paris Match lors de sa reparution après la guerre, à partir de mars 1949, il a comme premier rédacteur en chef Paul Gordeaux et publie une interview exclusive de Churchill à la une. Quand Pierre Lazareff, qui avait été son second au Paris-Soir, lui demande de participer sous sa direction au lancement de France-Soir-Défense de la France devenu France-Soir, Gordeaux cède sa place à Hervé Mille.
Quant à L'Instransigeant, il cesse de paraître le 11 juin 1940, après la débâcle de juin 40.
Il connait une brève reparution, à partir du 13 mai 1947, avec Paul Gordeaux, rédacteur en chef. Le titre est absorbé le 30 septembre 1948 par Paris-Presse qui prend alors pour titre Paris-Presse, L'Intransigeant. À son tour, ce titre est absorbé par France-Soir en 1970.

## Collaborateurs notoires
- Guillaume Apollinaire, critique d'art de 1910 à 1914[10]
- Horace Ayraud-Degeorge, secrétaire de rédaction de 1880 à 1904
- Gabrielle Bertrand, correspondante de guerre de 1933 à 1935 dans le Sud-marocain
- Henri Decoin, cinéaste et sportif.
- Philippe Dubois (journaliste) (jusqu'en 1897)
- Aldo Ferrini, rédacteur en chef technique en 1948
- Guy de Maupassant
- Albert Simonin, rubrique sportive
- Paul Gordeaux, rédacteur en chef en 1947
- José Belon, dessinateur
- J.-H. Rosny aîné
- Titaÿna, grand reporter
- André Tudesq, de 1904 à 1912.